# Ꞩ
Ꞩ (minúscula: ꞩ) es una letra del alfabeto latino.

## Unicode
La S con barra oblicua se puede representar con los siguientes caracteres Unicode.
| Carácter      | Ꞩ                                          | Ꞩ                                          | ꞩ                                        | ꞩ                                        |
| ------------- | ------------------------------------------ | ------------------------------------------ | ---------------------------------------- | ---------------------------------------- |
| Unicode       | LATIN CAPITAL LETTER S WITH OBLIQUE STROKE | LATIN CAPITAL LETTER S WITH OBLIQUE STROKE | LATIN SMALL LETTER S WITH OBLIQUE STROKE | LATIN SMALL LETTER S WITH OBLIQUE STROKE |
| Codificación  | decimal                                    | hex                                        | decimal                                  | hex                                      |
| Unicode       | 42920                                      | U+A7A8                                     | 42921                                    | U+A7A9                                   |
| UTF-8         | 234 158 168                                | EA 9E A8                                   | 234 158 169                              | EA 9E A9                                 |
| Ref. numérica | &#42920;                                   | &#xA7A8;                                   | &#42921;                                 | &#xA7A9;                                 |